# Uşak
Pour les articles homonymes, voir Usak.

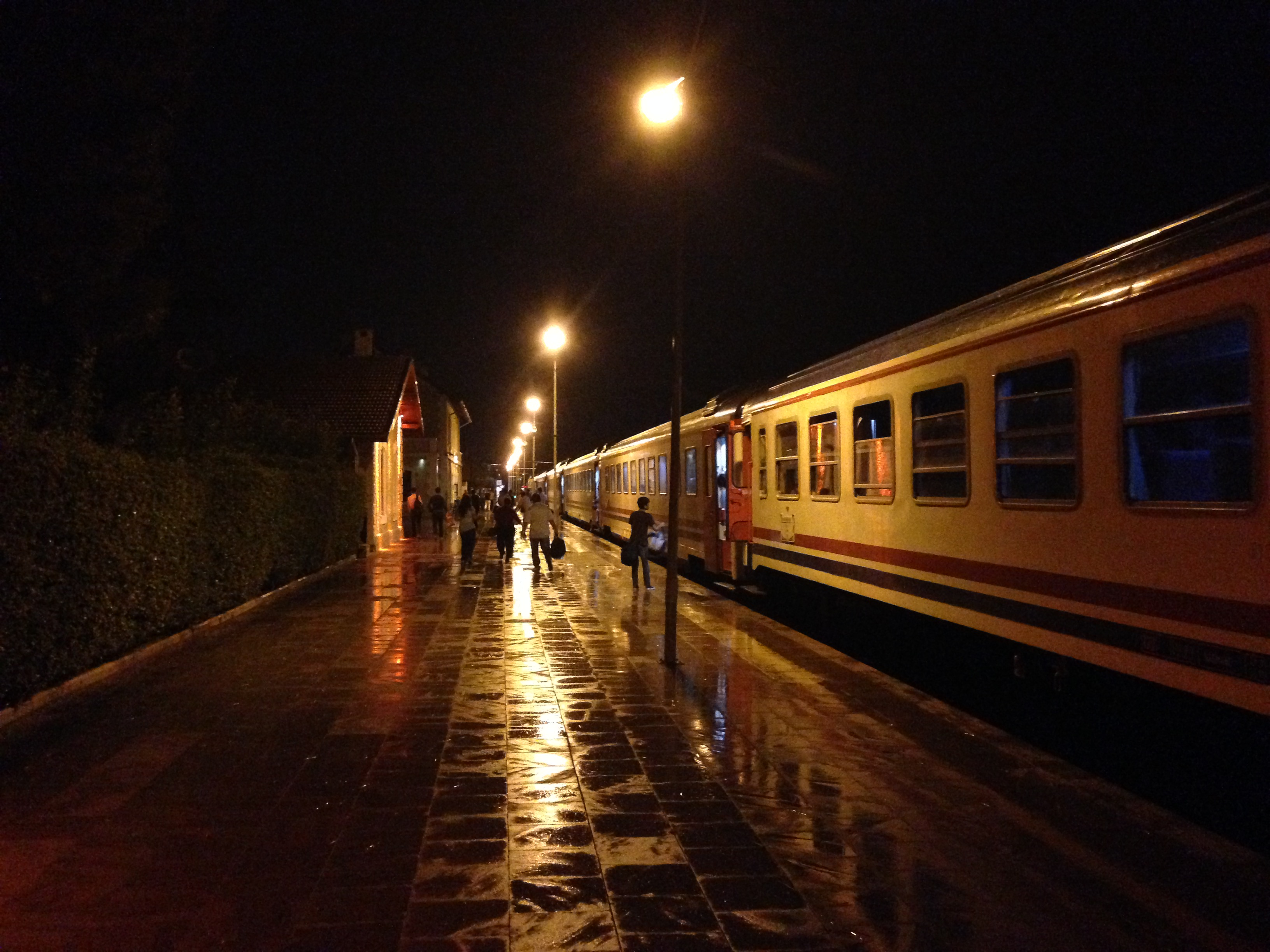
Gare d'Uşak

Uşak est une ville de Turquie, préfecture de la province du même nom. Elle est située sur l'axe routier principal entre la région d'Izmir et de la mer Égée et la capitale Ankara. La capitale de la province du même nom est située au centre d'un plateau steppique entouré de chaînes de montagnes dominées par le Murat Dağı (2309 mètres). C'est une ville commerciale en position de carrefour entre le monde méditerranéen et le monde anatolien, mais aussi industrielle par les usines textiles comme la fabrication de couvertures et de tapis, touristique avec le musée de la ville qui présente le "trésor de Lydie" du nom de l'antique province grecque. Elle se développe également grâce aux rapatriements des capitaux des émigrés d'Allemagne, de France ou de Belgique notamment.
Dans la province d'Uşak se trouve la plus grande mine d'or de Turquie.

## Histoire
Uşak est une ville située dans la région de l'Égée intérieure en Turquie, dotée d'une riche histoire remontant à l'Empire ottoman. Jetons un coup d'œil à l'histoire et au développement d'Uşak ainsi qu'aux événements marquants de son évolution.
L'histoire d'Uşak commence dans le quartier d'Aybey, situé au nord-est de la ville. Ce quartier est l'un des plus anciens sites de peuplement d'Uşak. Dans son ouvrage "Cihannüma", l'écrivain Kâtip Çelebi mentionne une ville fortifiée le long de la rivière Dokuzsele, évoquant ainsi les origines de la ville. Avec le temps, cette zone a évolué pour devenir le centre actuel d'Uşak.
Le célèbre voyageur Evliya Çelebi, lors de sa visite à Uşak, a loué l'activité commerciale de la ville. Au XVIe siècle, Uşak comptait 2 hammams, 370 boutiques, 7 auberges, 1 auberge de guilde, 4 mosquées, 10 petites mosquées et 7 cafés. Cela témoigne de la prospérité économique de la ville à l'époque.
Au fil de son histoire, Uşak a vu l'évolution de ses quartiers et de ses établissements. En 1520, la ville comptait 10 quartiers, mais en 1570, ce nombre était passé à 12. Parmi ces quartiers figuraient Aybeğ, Cami, Hacı Hasan, Kassab Hasan, Meşhed, Süleyman Fakih, Burhan Fakih, Cedid, Hacı Yayarlu, Hacı Sıddık, Memi Çelebi et Hacı Hızır. En 1570, ces quartiers comptaient au total 493 foyers.
En 1676, Uşak comptait 9 quartiers avec un total de 455 foyers. Au XVIe siècle, il n'y avait pas de population non musulmane à Uşak, mais en 1676, on recensait 10 foyers non musulmans, composés de Grecs et d'Arméniens.
Uşak a été le témoin de divers événements au cours de son histoire. En 1792-1793, la région a été le théâtre d'une révolte dirigée par Acemoğlu Seyyid Ahmed, mais en 1795, sa mort a permis de rétablir l'ordre dans la ville.
Après avoir été occupée par les forces grecques le 29 août 1920, Uşak a été reprise avec succès par les forces turques le 1er septembre 1922. Par la suite, Uşak est devenue le centre de la nouvelle province d'Uşak.
Aujourd'hui, Uşak est une ville moderne et prospère, qui a connu une croissance significative de l'industrie et du commerce.

## Population
La population d'Uşak a connu des changements au fil de son histoire. En 1898, la population totale de la ville était de 12 841 habitants, comprenant 10 637 musulmans, 1 548 Grecs et 656 Arméniens. Au cours de l'ère républicaine, la population a augmenté, et en 2020, la population du centre de la ville était de 256 050 habitants.
L'histoire et le développement d'Uşak mettent en lumière l'héritage riche que cette ville transporte, du passé à nos jours.

### Démographie
| 1990    | 1997    | 2000    | 2007    | 2009    |
| ------- | ------- | ------- | ------- | ------- |
| 105 270 | 124 042 | 137 001 | 172 709 | 184 385 |